# Пођо Филипо
Пођо Филипо (итал. Poggio Filippo) је насеље у Италији у округу Л'Аквила, региону Абруцо.
Према процени из 2011. у насељу је живело 144 становника. Насеље се налази на надморској висини од 1034 м.